# Hadseløya
Hadseløya è un'isola norvegese facente parte dell'arcipelago delle Vesterålen, nel mar di Norvegia, appena più a nord del circolo polare artico. Amministrativamente appartiene alla contea di Nordland.

## Geografia

Gli arcipelaghi delle Lofoten e delle Vesterålen.

Nel contesto dell'arcipelago delle Vesterålen, Hadseløya è situata a sud rispetto all'isola di Langøya. Hadseløya limita a settentrione l'Hadselfjorden.
La morfologia dell'isola è prevalentemente montuosa con i rilievi maggiori al suo interno, culminanti con il Lamlitind (657 m) verso ovest. Nella parte orientale e meridionale si sviluppa una spiaggia piatta, in gran parte destinata alla coltivazione.

## Attività umana
L'isola è collegata con l'isola di Langøya per mezzo del ponte Hadselbrua. Esistono collegamenti con traghetti tra i porti di Melbu e Fiskebøl, sull'isola di Austvågøya, nelle Lofoten.
Hadseløya si trova interamente nel territorio del comune di Hadsel, sebbene questo si estenda anche sulle isole di Austvågøya, Langøya e Hinnøya. I principali insediamenti sono i villaggi di Stokmarknes sulla costa settentrionale e Melbu a sud.

## Galleria d'immagini

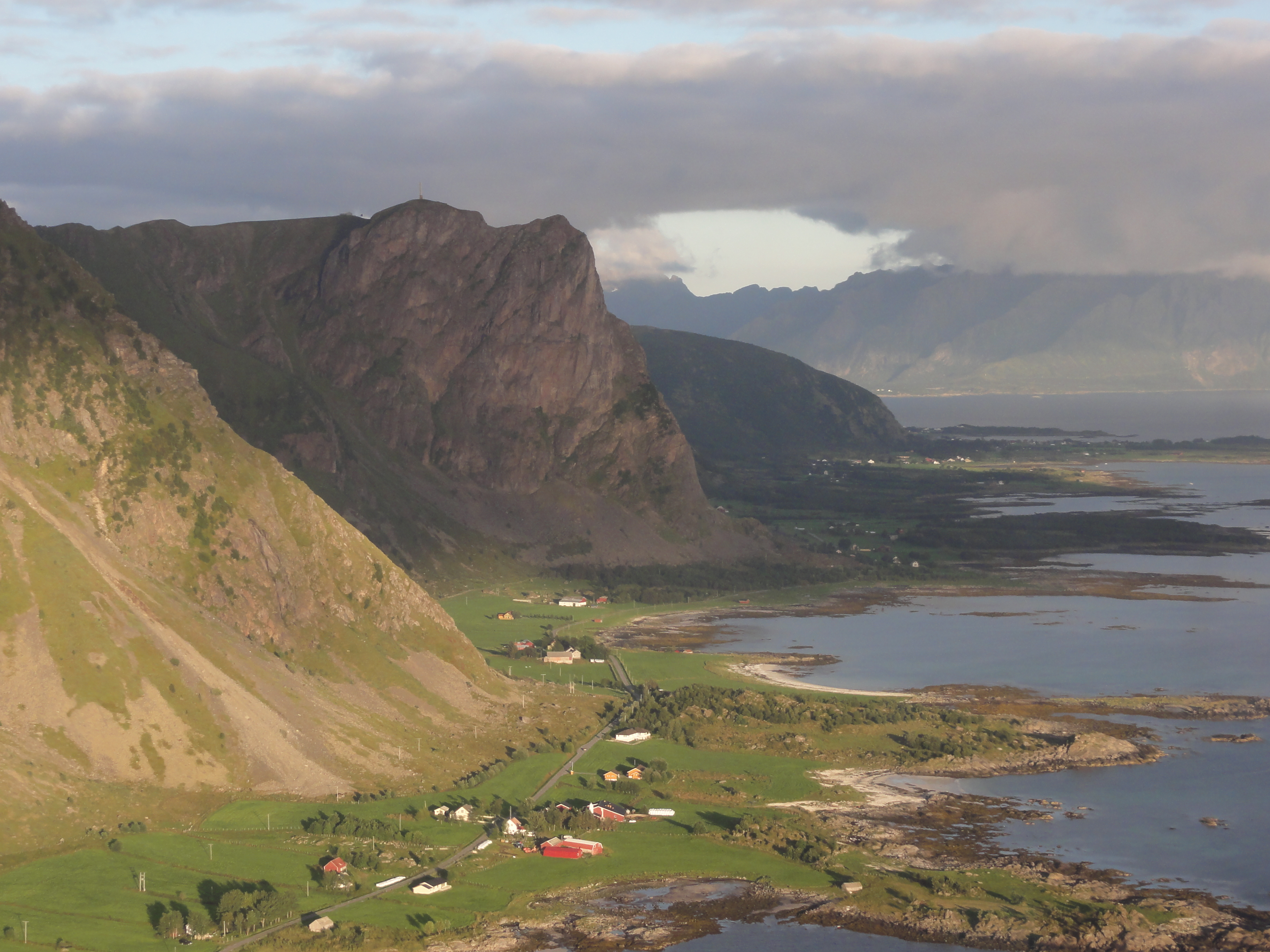
Utbjørg e Hokland nel comune di Hadsel. Nel mezzo Nyken
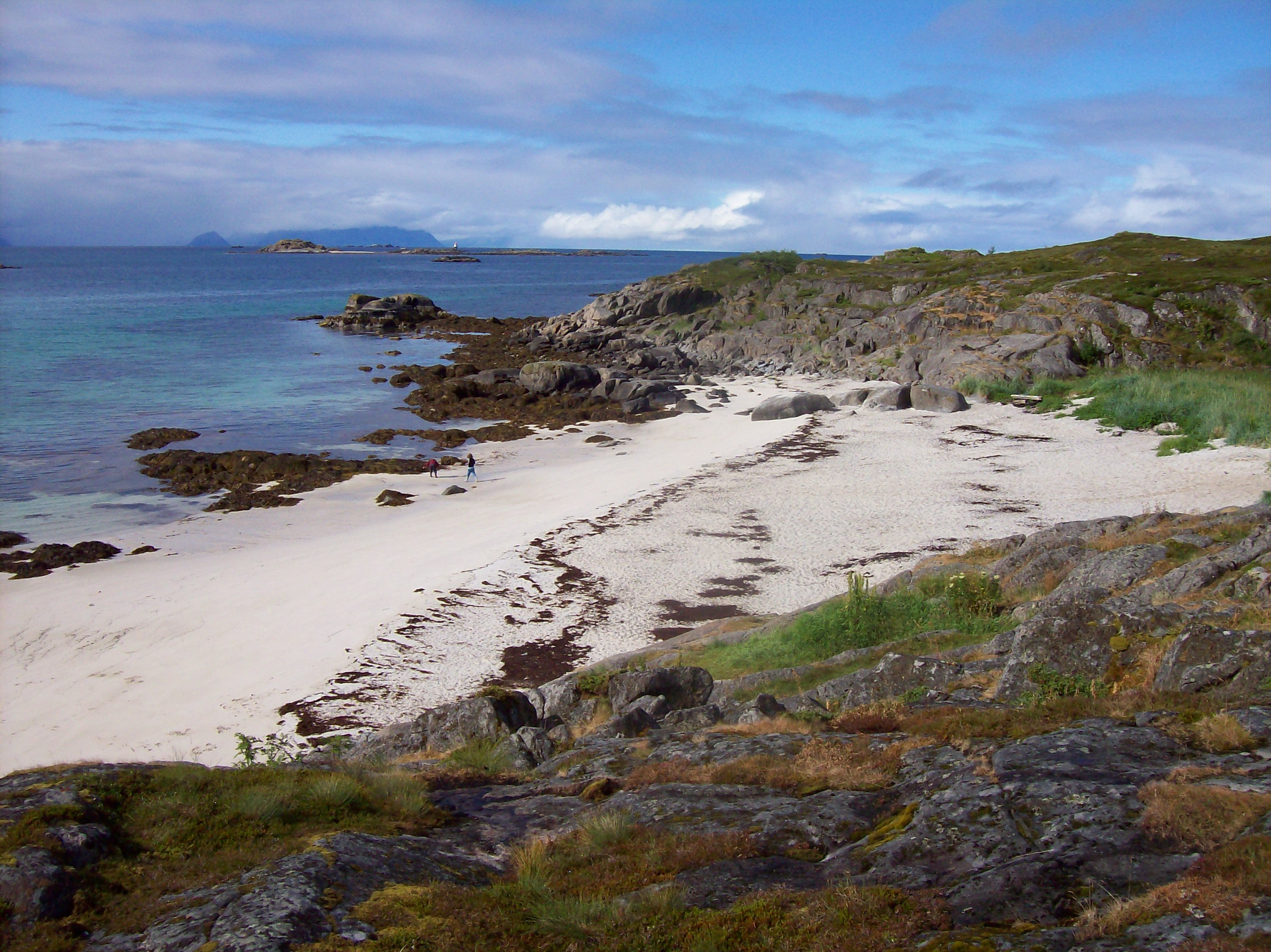
Una spiaggia nei pressi di Taen
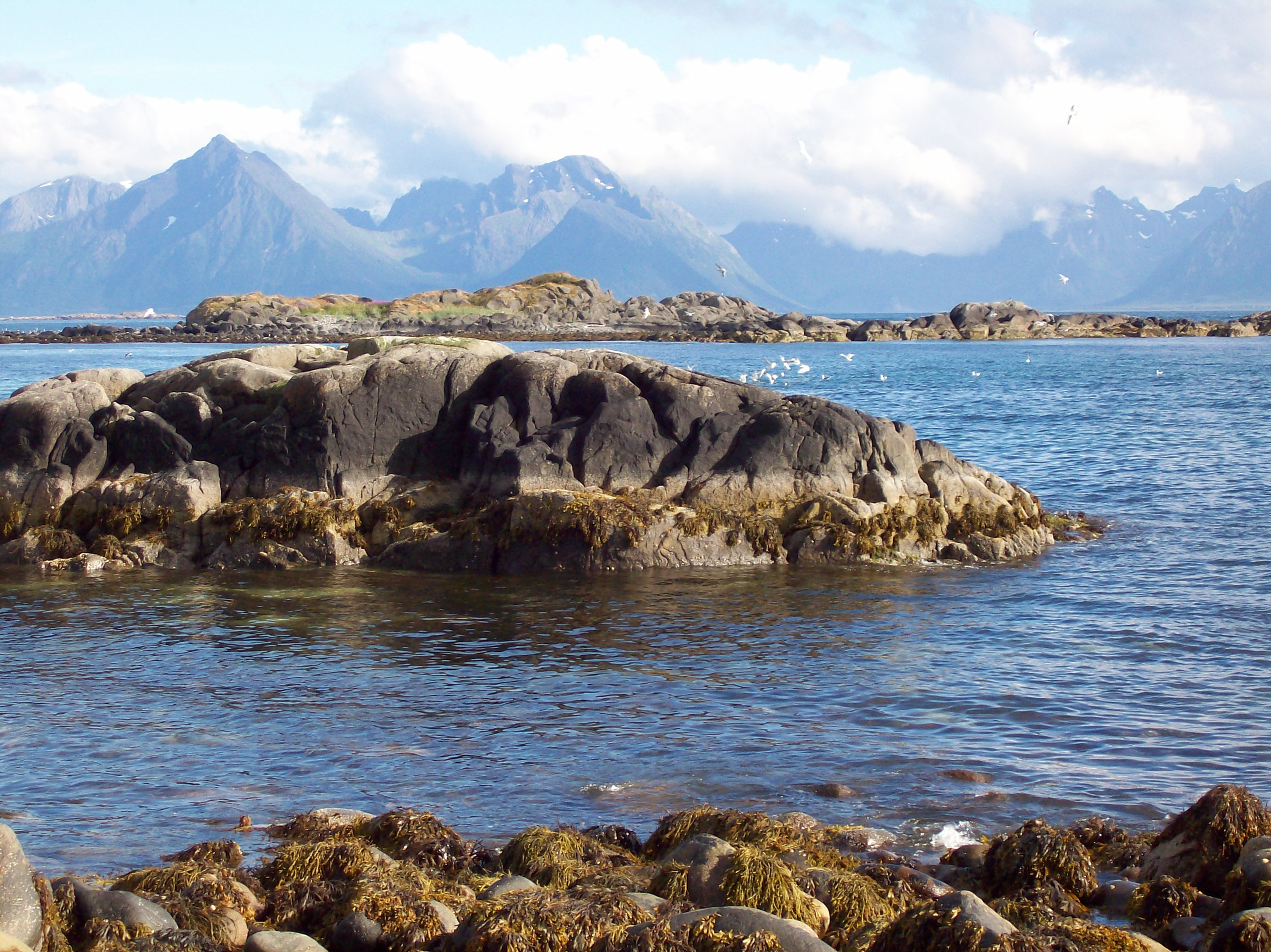
Scogliere
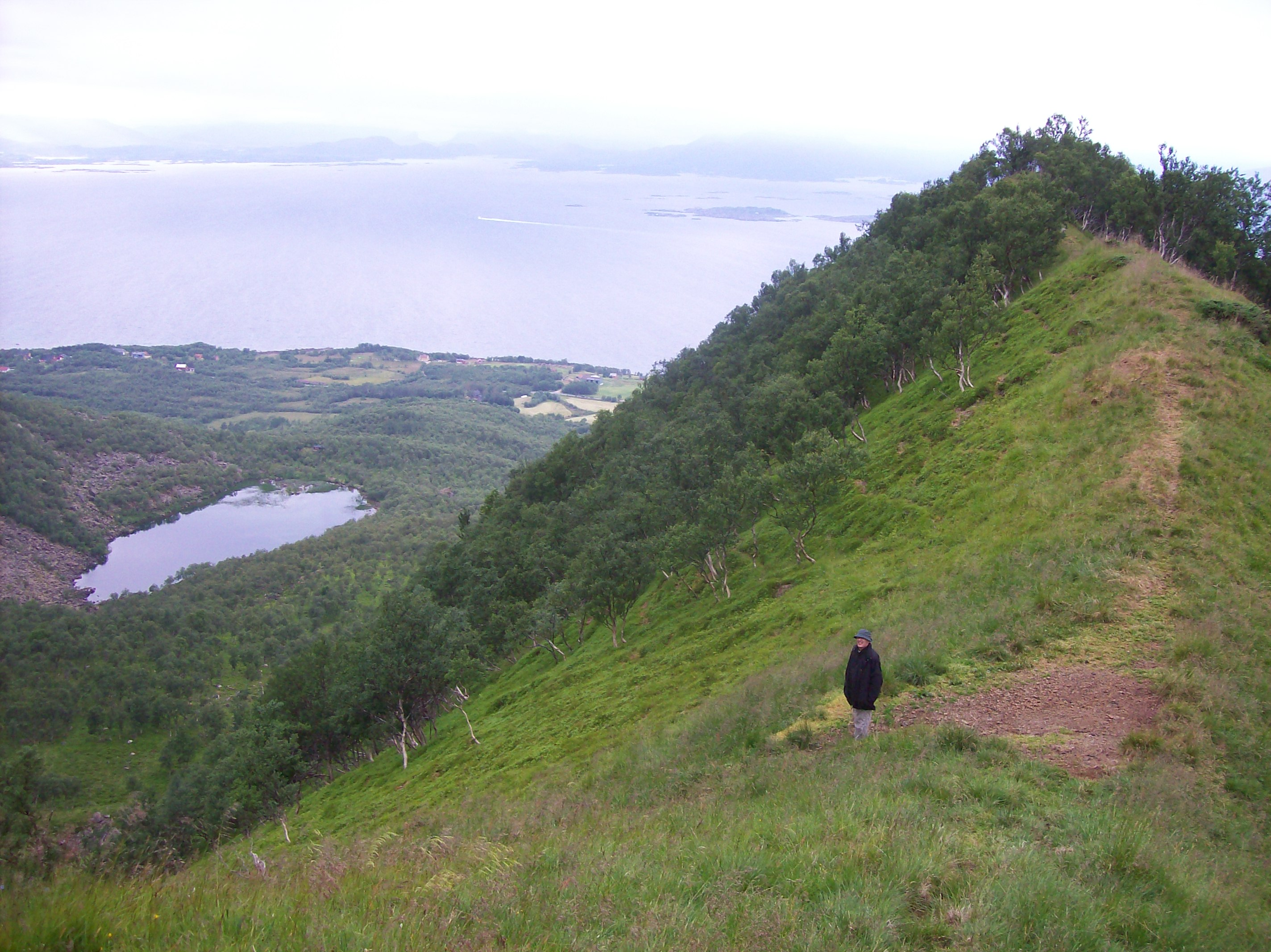
Vista dalle alture di Hadseløya